# James Donald Cameron
James Donald Cameron (Middletown, 14 maggio 1833 – 30 agosto 1918) è stato un politico statunitense.

## Biografia
Fu il trentaduesimo segretario alla Guerra degli Stati Uniti, durante la presidenza di Ulysses S. Grant (18º presidente). Figlio di Simon Cameron, (anche lui ricoprì la stessa carica di James in passato) e di Margaret Brua.
Studiò in quella che in seguito verrà chiamata Università di Princeton, laureandosi nel 1852. Venne assunto come commesso presso la Bank of Middleton, fondata dal padre, della quale in seguito divenne Presidente. Sposò Mary McCormick il 20 maggio 1856, i due ebbero sei figli:
- Eliza McCormick Cameron (nata nel 1857), che sposò William H. Bradley;
- Virginia Rolette Cameron (nata nel 1861), che sposò Alexander Rodgers;
- James McCormick Cameron (nato nel 1865);
- Mary Cameron (nata nel 1867);
- Margaretta Brua Cameron (nata nel 1869), che sposò John William Clark
- Rachel Burnside Cameron (nata nel 1871).

Nel 1878 sposò Elizabeth Sherman.